# Tsjechische Landbouwuniversiteit Praag
De Tsjechische Landbouwuniversiteit Praag (Tsjechisch: Česká zemědělská univerzita v Praze, afkorting: ČZU) is een openbare agrarische universiteit in de Tsjechische hoofdstad Praag. De onderwijsinstelling bestaat sinds 1906 als afdeling, sinds 1920 als faculteit en sinds 1952 als zelfstandige universiteit. Sinds 1966 heeft de instelling een eigen campus in Praag-Suchdol, een district in het noorden van de stad.
De Tsjechische Landbouwuniversiteit is lid van de Euroleague for Life Sciences, een samenwerkingsverband van universiteiten en faculteiten die gespecialiseerd zijn in levenswetenschappen. Ook de Universiteit van Wageningen is lid van deze organisatie.